# Реберг, Вальтер
Вальтер Виллибальд Реберг (нем. Walter Willibald Rehberg; 14 мая 1900, Женева — 24 октября 1957, Женева) — швейцарский пианист и музыкальный педагог. Сын Вилли Реберга.
Учился у своего отца во франкфуртской Консерватории Хоха и Мангейме. Затем совершенствовался как пианист в Берлине у Эжена д’Альбера, занимался также композицией под руководством Эрнста Тоха. Активно концертировал в 1920—1930-е гг., был известен монографическими циклами концертов (в частности, дважды, в 1921—1922 и 1933—1934 гг., исполнил в серии выступлений все сольные фортепианные произведения Иоганнеса Брамса). В 1926—1938 гг. преподавал в Штутгартской высшей школе музыки, затем вернулся в Швейцарию и обосновался в Цюрихе. В 1946—1954 гг в соавторстве с женой Паулой выпустил отдельными изданиями очерки жизни и творчества Франца Шуберта, Фридерика Шопена, Роберта Шумана, Иоганнеса Брамса. С 1955 г. до конца жизни возглавлял Баденскую высшую школу музыки.
Завершил (1928) неоконченную фортепианную сонату Шуберта фа диез минор для подготовленного им издания фортепианных сонат композитора. Готовил также издания сочинений Георга Фридриха Генделя и Жана Фипиппа Рамо.